# 桂台東
桂台東（かつらだいひがし）は、神奈川県横浜市栄区の地名。「丁目」の設定のない単独町名である。住居表示実施済区域。

## 地理
栄区の南東部に位置し、東に犬山町、南に桂台南、西に桂台北と桂台中、北に亀井町、北東に尾月と接している。町内は主に住宅地として整備されている。

## 歴史

### 沿革
- 1998年（平成10年）10月19日 - 住居表示（栄区上郷・公田・中野地区）[6]の実施に伴い、上郷町の一部を分離し、桂台東を新設する[7]。

## 世帯数と人口
2025年（令和7年）6月30日現在（横浜市発表）の世帯数と人口は以下の通りである。
| 町丁   | 世帯数  | 人口    |
| ------ | ------- | ------- |
| 桂台東 | 774世帯 | 1,702人 |

### 人口の変遷
国勢調査による人口の推移。
| 年                 | 人口  |
| ------------------ | ----- |
| 2000年（平成12年） | 2,023 |
| 2005年（平成17年） | 1,859 |
| 2010年（平成22年） | 1,820 |
| 2015年（平成27年） | 1,704 |
| 2020年（令和2年）  | 1,711 |

### 世帯数の変遷
国勢調査による世帯数の推移。
| 年                 | 世帯数 |
| ------------------ | ------ |
| 2000年（平成12年） | 649    |
| 2005年（平成17年） | 633    |
| 2010年（平成22年） | 668    |
| 2015年（平成27年） | 643    |
| 2020年（令和2年）  | 695    |

## 学区
市立小・中学校に通う場合、学区は以下の通りとなる（2024年11月時点）。
| 番・番地等                                                                                   | 小学校             | 中学校             |
| -------------------------------------------------------------------------------------------- | ------------------ | ------------------ |
| 1番、8番〜16番4号 16番24号、18番1〜4号 18番25号、20番1〜5号 20番23号、22番1・21号 24番、25番 | 横浜市立桂台小学校 | 横浜市立桂台中学校 |
| 2番〜5番4号、5番9号〜7番                                                                     | 横浜市立上郷小学校 | 横浜市立桂台中学校 |
| 5番5〜8号、16番5〜23号 17番、18番5〜24号 19番、20番6〜22号 21番、22番2〜20号 23番            | 横浜市立上郷小学校 | 横浜市立上郷中学校 |

## 事業所
2021年（令和3年）現在の経済センサス調査による事業所数と従業員数は以下の通りである。
| 町丁   | 事業所数 | 従業員数 |
| ------ | -------- | -------- |
| 桂台東 | 12事業所 | 46人     |

### 事業者数の変遷
経済センサスによる事業所数の推移。
| 年                 | 事業者数 |
| ------------------ | -------- |
| 2016年（平成28年） | 14       |
| 2021年（令和3年）  | 12       |

### 従業員数の変遷
経済センサスによる従業員数の推移。
| 年                 | 従業員数 |
| ------------------ | -------- |
| 2016年（平成28年） | 63       |
| 2021年（令和3年）  | 46       |

## その他

### 日本郵便
- 郵便番号 : 247-0032[3]（集配局：大船郵便局[16]）

### 警察
町内の警察の管轄区域は以下の通りである。
| 番・番地等 | 警察署   | 交番・駐在所 |
| ---------- | -------- | ------------ |
| 全域       | 栄警察署 | 上郷交番     |